# Port-au-Prince
Port-au-Prince (kiejtés portoprensz, angolul /ˌpɔːrt oʊ ˈprɪns/; franciául [pɔʁ o pʁɛ̃s]; haiti creol nyelven Pòtoprens, [pɔtopɣɛ̃s]) a Haiti Köztársaság fővárosa és egyben legnépesebb városa is. Itt található az ország gazdasági, közigazgatási, politikai központja.

## Földrajz
Az ország délnyugati részén, a Karib-tenger Gonave-i öblének folytatásában levő mélyvizű tengerág, a Szent Márk-csatorna délkeleti csücskénél fekszik.

### Éghajlat
Trópusi éghajlatának fülledt forróságát a tenger közelsége sem mérsékli. Az évi középhőmérséklete 27,2 Celsius-fok, ami igen magasnak mondható. A január átlaga 25,2 Celsius-fok, a július pedig 28, 8 Celsius-fok. Az évi bőséges csapadék átlaga 1260 mm.
| Hónap                         | Jan. | Feb. | Már. | Ápr. | Máj. | Jún. | Júl. | Aug. | Szep. | Okt. | Nov. | Dec. | Év   |
| ----------------------------- | ---- | ---- | ---- | ---- | ---- | ---- | ---- | ---- | ----- | ---- | ---- | ---- | ---- |
| Átlagos max. hőmérséklet (°C) | 31,0 | 31,0 | 32,0 | 32,0 | 33,0 | 35,0 | 35,0 | 35,0 | 34,0  | 33,0 | 32,0 | 31,0 | 32,8 |
| Átlaghőmérséklet (°C)         | 27,0 | 26,5 | 27,0 | 28,0 | 28,0 | 30,0 | 30,0 | 29,5 | 28,0  | 28,0 | 27,0 | 26,5 | 28,0 |
| Átlagos min. hőmérséklet (°C) | 23,0 | 22,0 | 22,0 | 23,0 | 23,0 | 24,0 | 25,0 | 24,0 | 24,0  | 24,0 | 23,0 | 22,0 | 23,3 |
| Átl. csapadékmennyiség (mm)   | 33   | 58   | 86   | 160  | 231  | 102  | 74   | 145  | 175   | 170  | 86   | 33   | 1353 |
| Havi napsütéses órák száma    | 279  | 254  | 279  | 273  | 251  | 237  | 279  | 282  | 246   | 251  | 240  | 244  | 3115 |
| Forrás: Climate & Temperature |      |      |      |      |      |      |      |      |       |      |      |      |      |

## Történelem

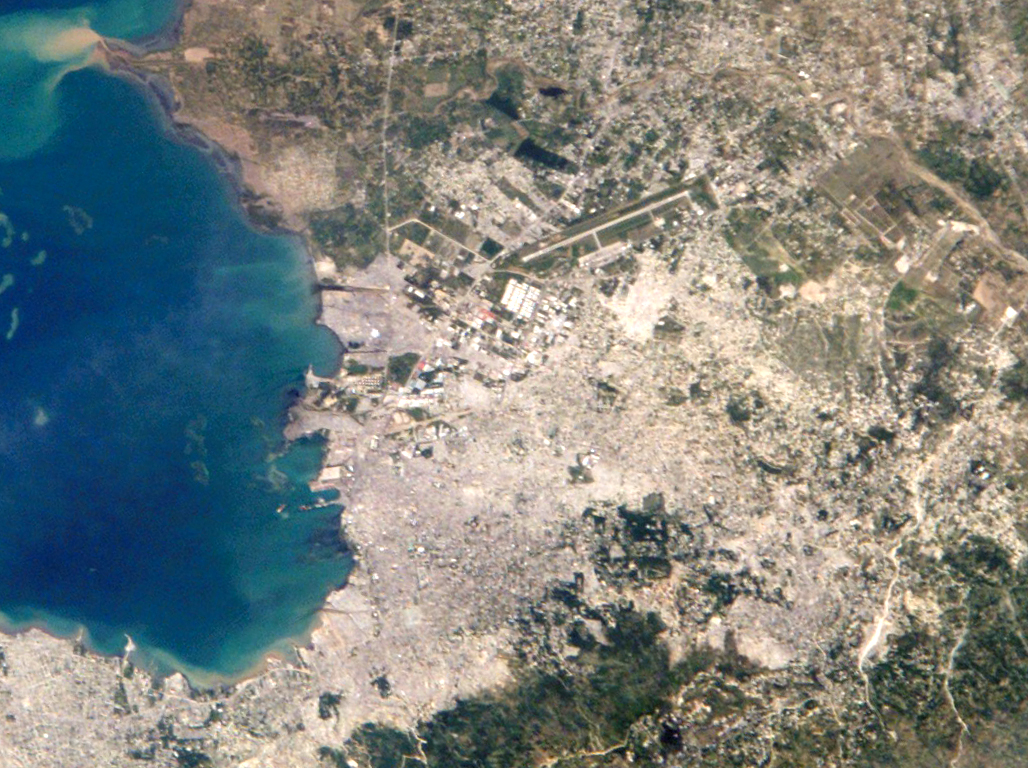
Port-au-Prince

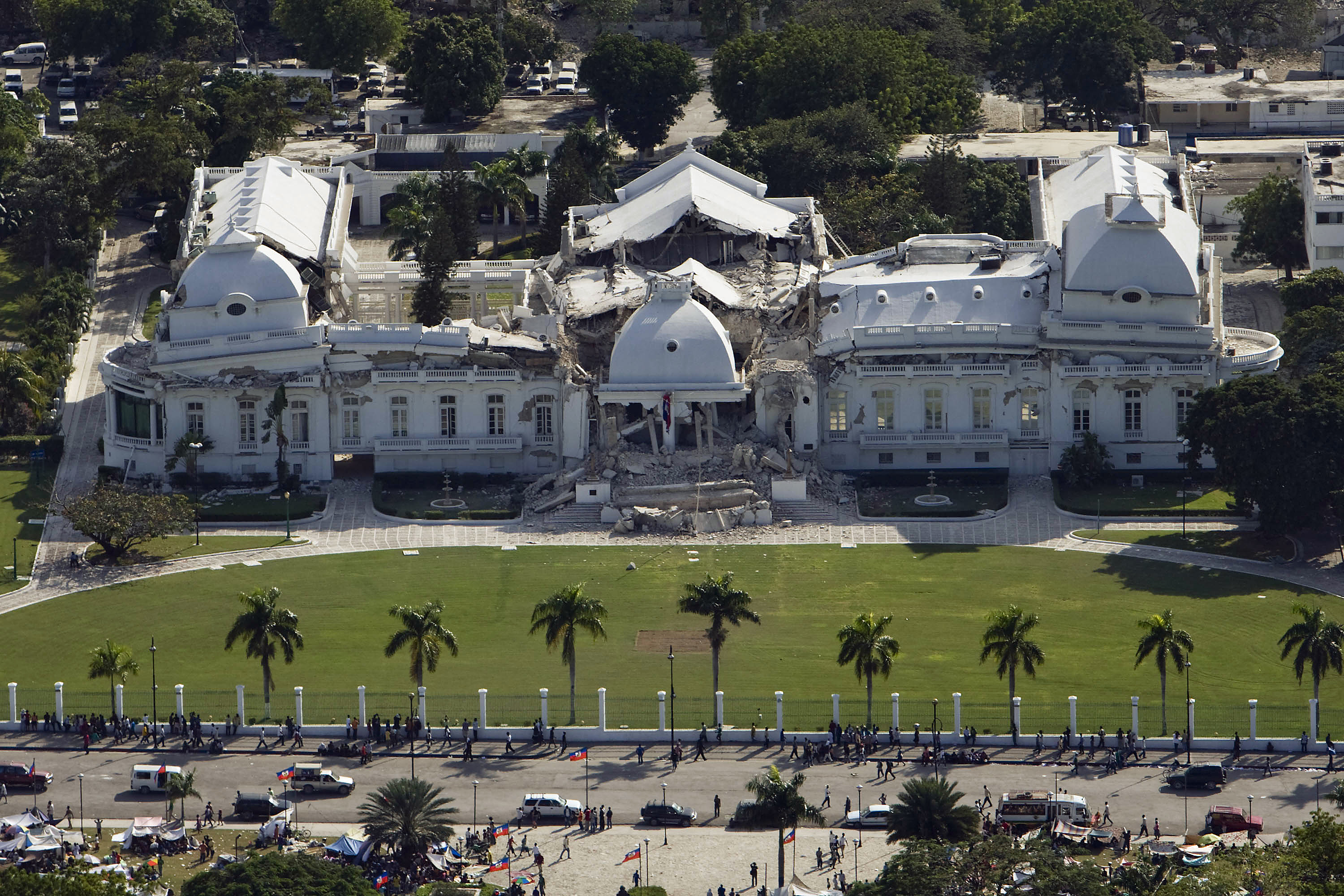
A 2010-es földrengésben megsérült elnöki palota

Port-au-Prince eredeti lakosai az arawak indiánok voltak, melyeket a harcias karibok irtották ki, majd miután Kolumbusz 1492. december 25-én felfedezte Hispaniolát, a karibok is áldozatul estek a spanyol konkvisztádoroknak.
A 16. század elejétől a karibok helyére mintegy félmillió néger rabszolgát hurcoltak be Afrikából, a Guineai-öböl partvidékéről.
A 18. század elején a virágzásnak indult sziget partjai előtt francia kalózok jelentek meg, kiket később a francia gyarmatosítók követték, akik több települést is alapítottak az északi parton, és a sziget nyugati részéről fokozatosan szorították ki a spanyolokat.
Port-au-Prince-t is a franciák alapították 1706-ban, mikor egy francia hajóraj horgonyzott le a Szent Márk-csatornában, s a flotta zászlóshajójáról, a Le Prince-ről (nevezték el az általuk létesített kis telepet Port-au-Prince-nek (a herceg kikötője).
1749-ben a gyarmat – akkori neve Saint-Dominicue – székhelye lett L 'Hopital néven, s csak 1811-ben kapta vissza a város eredeti nevét.
A 2010-es haiti földrengés során a város épületeinek nagy része súlyosan megrongálódott.

## Gazdaság
Port-au-Prince Haiti legfontosabb iparvárosa és tengeri kikötője és legnagyobb kereskedelmi- és pénzügyi központja.
Ipara a tágabb környék mezőgazdasági nyersanyagait dolgozza fel. Említésre méltó élelmiszer- és könnyűipara: cukorgyártás, rizshántolás, kakaóörlés, növényolajipar, valamint pamut, dohány és bőripara, fafeldolgozása és cementgyártása.
Mélyvizű kikötőjén keresztül bonyolódik le Haiti külkereskedelmi forgalmának négyötöde, annak ellenére, hogy a kikötőt főleg augusztus és november között a trópusi ciklonok veszélyeztetik.
Itt a fővárosban futnak össze a legjelentősebb közutak, és a fővárost   vasút köti össze Léogane és St. Marc kikötőjével.
A külföldiek többsége azonban nem hajón, hanem a főváros repülőterén keresztül érkezik az országba.

## Oktatás
Itt található a Haiti Egyetem.

## Kultúra

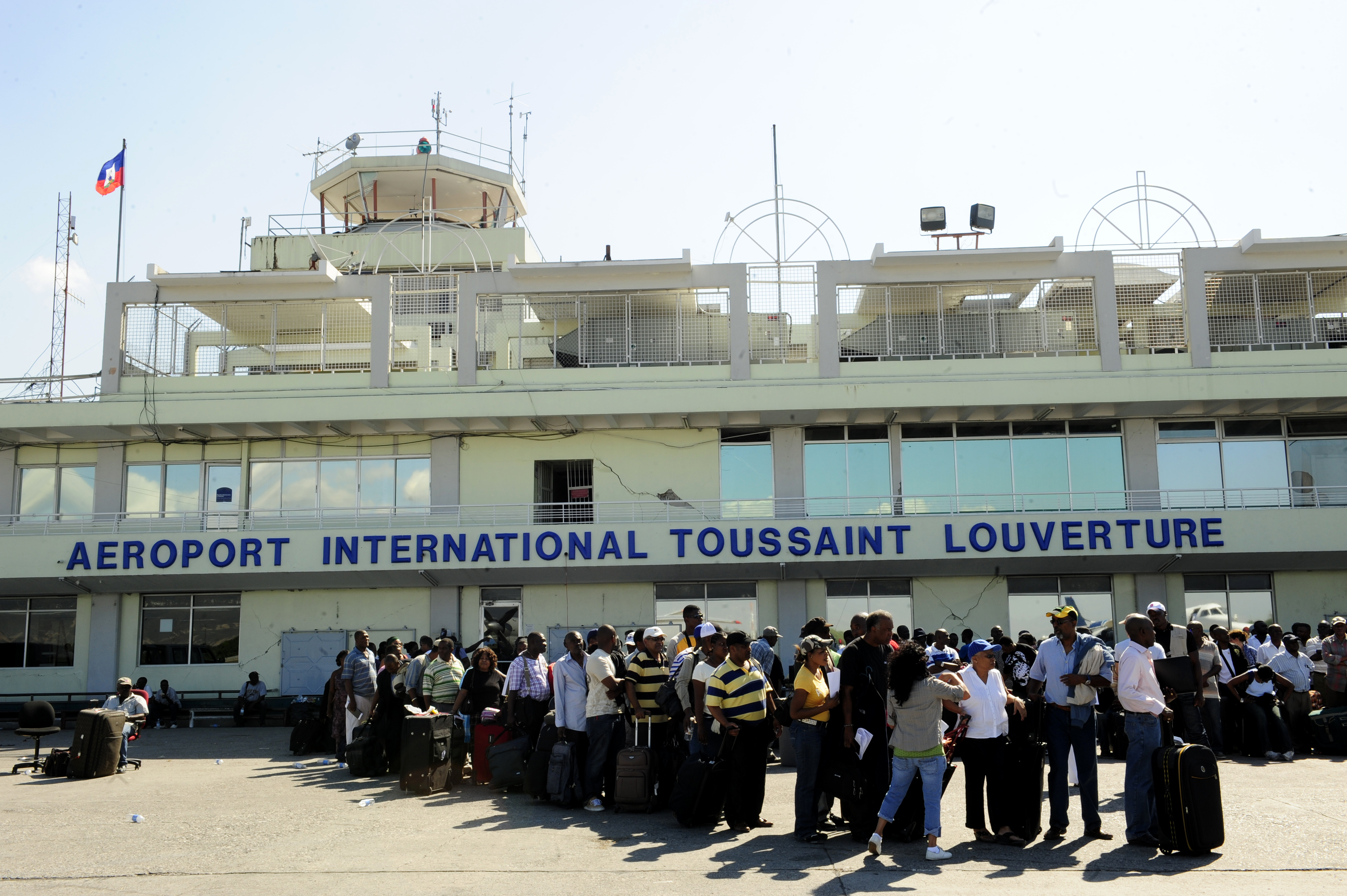
Nemzetközi repülőtér

A főváros nevezetességei közé tartozik az egykori elnöki palota, melyet egy dombtetőn emeltek, és amely a Nemzeti Múzeumnak ad helyet. Itt látható a számos emléken kívül Kolumbusz egykori vezérhajójának az 1492. december 2-án zátonyra futott Santa Máriának a horgonya, és a Place de l' Indépendance-on található az Archeológiai Múzeum is.

## Közlekedés
A város otthont ad egy kikötőnek, valamint az ország egyetlen jelentősebb repülőterének, a Port-au-Prince nemzetközi repülőtérnek, mely a város középpontjától 6 km-re északkeletre található, ahol minden oldalról lakott terület veszi körül, a tengerparttól 4 km-re keletre van.

## Testvértelepülések
Port-au-Prince-nek két testvértelepülése van:
- USA, Miami (1991)
- Kanada, Montréal (1995)